# Baron von Goldring
Baron von Goldring (ros. И один в поле воин, ukr. І один у полі воїн – dosłownie I jeden żołnierz w polu) – składająca się z trzech części powieść przygodowa autorstwa radzieckiego pisarza narodowości ukraińskiej Jurija Dold-Mychajłyki. Jest to zarazem pierwsza część trylogii o Hryhoriju Honczarence – radzieckim szpiegu pochodzącym z Ukrainy.

## Fabuła
- Czas akcji: od jesieni 1941 do późnej wiosny 1945.
- Miejsce akcji: wschodnia Białoruś, południowo-wschodnia Francja (głównie miejscowość Saint-Rémy i jej okolice oraz epizodycznie Bonneville, nadloarska część Wału Atlantyckiego i Paryż), północne Włochy a także epizodycznie Monachium i Moskwa.

### Część pierwsza
Ukrainiec Grigorij Gonczarenko jest łudząco podobny do Henryka von Goldringa, syna niemieckiego szpiega barona Zygfryda, który popełnił samobójstwo a swoje zadanie przekazał potomkowi. Sowieci zdekonspirowali młodego von Goldringa mieszkającego w Związku Radzieckim od siódmego roku życia, kiedy próbował przeniknąć do Armii Czerwonej jako Anton Komarow. Wywiad radziecki postanawia zastąpić go Gonczarenką. Jesienią 1941 lejtnant Gonczarenko jako baron von Goldring przechodzi front. Mistyfikacja udaje się a oficer GRU otrzymuje stopień leutnanta Wehrmachtu. Początkowo służy na Białorusi w tej samej dywizji co jego przybrany ojciec pułkownik SD Wilhelm Berthold, jednak na początku 1942 trafia do dywizji gen. Eversa stacjonującej w Saint-Rémy, w nieokupowanej części Francji. Poznaje tam działaczkę Ruchu Oporu Monikę Tarval, w której się zakochuje. Nienawidząca nazistów i niemająca pojęcia o prawdziwym zadaniu Goldringa dziewczyna traktuje go dość chłodno jednak z czasem zaczyna odwzajemniać uczucia oficera. Na jego prośbę uczy go języka francuskiego. Henryk ratuje z opresji jej brata oraz przekazuje przez nią informację o donosicielu do miejscowej komendy Ruchu Oporu. Dzięki adiutantowi Eversa, hauptamann Karolowi Lutzowi, odkrywa, że w Prowansji istnieje podziemna fabryka, w której nadzorowani robotnicy ze wszystkich krajów okupowanych pracują przy budowie broni, otrzymuje Krzyż Żelazny II klasy i stopień oberleutnanta za wykazaną czujność, zdobywa przyjaźń majora SS) Hansa Müllera – szefa SD w mieście, przez Monikę przekazuje maquis informacje nt. planowanego transportu broni, likwiduje Standartenführera Gärtnera w Boneville...

### Część druga
Henryk otrzymuje zadanie poznania tajemnicy Przeklętej Doliny, w której mieści się podziemna fabryka Goliatów. Nieoczekiwanie jego losy krzyżują się z André Renardem, francuskim komunistą, wujem Moniki i uciekinierem z Doliny. Za odkrycie tajemnicy fabryki otrzymuje on od radzieckiej centrali awans na kapitana i Order Czerwonego Sztandaru. W międzyczasie losy wojny toczą się pod Stalingradem. Goldring w czasie jednej z inspekcji zostaje ranny, opiekuje się nim Monika. Wkrótce baron ratuje inną działaczkę Résistance Ludwikę Decoq, współpracowniczkę Moniki. Dla zaciśnięcia więzi z Bertholdem (będącym teraz generałem SS w sztabie Himmlera) zostaje zmuszony do zaręczenia się z jego córką Lorą – chorą na umyśle sadystką i fanatyczną nazistką. Oparciem jest dla niego uczucie do będącym jej całkowitym przeciwieństwem mademoiselle Moniki. Na rozkaz centrali zdobywa także plany Wału Atlantyckiego i likwiduje nieprzychylnego sobie majora Schulza. Po śmierci zastępcy Müllera, Saugela, jego miejsce zajmuje znany Henrykowi z Białorusi Paul Kubis – człowiek Bertholda. Kontynuuje on zarządzoną przez Saugela obserwację córki Tarvalów jednak jego zależność finansowa od Goldringa powoduje zaniechanie planu aresztowania dziewczyny. Pod Kurskiem hitlerowcy rozpoczynają wielką ofensywę mającą na celu przywrócenie im inicjatywy na Froncie Wschodnim. Goldring radzi Monice by wyjechała gdyż grozi jej niebezpieczeństwo. Para wyznaje sobie miłość i obiecuje czekać końca wojny gdy się odnajdą, Henryk wyzna z czystym sumieniem kim jest naprawdę i będą mogli być ze sobą. W tym samym czasie Müller, który pragnie uniezależnić się od Goldringa znającego intymne szczegóły jego kłamstw w raportach do Berlina, uzyskał od Bertholda instrukcje wobec mademoiselle. Henryk wraz z gen. Eversem wyjeżdża do Paryża uprzednio żegnając się z ukochaną...

### Część trzecia
W Paryżu Henryk otrzymał depeszę od Kubisa, któremu polecił w zamian za pomoc finansową nietykanie Moniki. Informuje on, że mademoiselle Tarval została trzy godziny po wyjeździe von Goldringa potrącona przez ciężarówkę. Zmarła wieczorem nie odzyskawszy przytomności. Radziecki agent nie umie uporać się z traumą, domyśla się, że za śmiercią jego ukochanej stoją Müller i Berthold. Przysięga odtąd walczyć nie tyle za swoją ojczyznę co za Monikę i pomścić jej śmierć. Ze względu na przewrót we Włoszech, na przełomie lipca i sierpnia 1943, dywizja Eversa zostaje skierowana do północnej części tego kraju, do Castel la Fonte. Henryk otrzymuje z ZSRR zadanie zbadania fabryki produkujących "wunderwaffe". Kiedy Müller wprost przyznaje się do zabicia Moniki, Henryk i Lutz mordują gestapowca – baron mści się za ukochaną a Karol za ciężarną kobietę, której egzekucję musiał oglądać we Francji. Henryk stara się nawiązać kontakt listowny z madame Tarval prosząc min. o zdjęcie Moniki, otrzymuje jednak wiadomość o jej wymeldowaniu. Wkrótce nawiązuje stosunki z włoskim inżynierem pracującym przy konstrukcji nowej broni a także z garibaldczykami. 20 kwietnia 1944 otrzymuje awans na hauptmanna. Po nieudanym zamachu na Hitlera baron zostaje komendantem miejscowości. Kiedy w 1945 wojna chyli się ku końcowi Berthold zamierza uciec z Henrykiem do Szwajcarii, gdzie przebywają Lora i Elsa. Von Goldring zamierza wymierzyć sprawiedliwość człowiekowi odpowiedzialnemu za śmierć Moniki i mordy w krajach okupowanych...
2 maja 1945, w dniu kapitulacji Berlina, Henryk-Grigorij z wielką wiązanką kwiatów odwiedza grób Moniki w Saint-Rémy. Odszukuje go tam jej brat Jean, któremu przed laty radziecki agent ocalił życie. Po krótkiej rozmowie von Goldring-Gonczarenko oddala się nie potrafiąc uporać się z bólem po stracie ukochanej. Przedtem prosi Tarvala o opiekę nad grobem Moniki, ku któremu będzie zawsze kierował swoje myśli.

### Epilog
Późna wiosna 1945. Po czterech latach wojny kapitan Grigorij Gonczarenko wraca do Moskwy. Pułkownik Titow zezwala mu odwiedzić ojca i kontynuować studia w Kijowie.

## Postaci
- Hryhorij Pawłowycz Honczarenko – blondwłosy Ukrainiec, syn dróżnika przejazdowego. Przed wojną studiował filologie języków obcych na Kijowskim Uniwersytecie Państwowym. Z powodu fizycznego podobieństwa do Heinricha (Henryka) barona von Goldringa przeszedł przeszkolenie w OMSBON[1] (lub w GRU[2]) i w stopniu lejtnanta (później awansowany do stopnia kapitana) został skierowany pod jego nazwiskiem jako agent do Wehrmachtu (gdzie był kolejno porucznikiem, nadporucznikiem i kapitanem). Szczerze nienawidzi faszystów i nazistów, oddany walce z nimi. W czasie pobytu we Francji poznał mademoiselle Moniki, którą pokochał i podziwiał za odwagę. Bardzo przeżył jej śmierć przysięgając, że odtąd będzie walczył także w jej imieniu. Jest znakomitym strzelcem, używa pistoletów Mauser HSc i Browning HP, jeździ samochodem marki Opel Kapitän (kierowcą jest jego ordynans Kurt jednak lubi go w tym wyręczać). Zna techniki jujutsu, lubi wino, szampan i koniak, stara się unikać wódki (w czasie libacji z esesmanami zawszę udaje, że pije). Jako Goldring otrzymał Krzyż Żelazny II klasy za zranienie francuskiego partyzanta (w rzeczywistości prowokatora SD). Sam Gonczarenko został odznaczony Orderem Czerwonego Sztandaru za odkrycie fabryki w Przeklętej Dolnie.
- Monique (Monika) Tarval – czarnowłosa Francuzka, córka właścicieli hotelu i restauracji w Saint-Rémy-de-Provence, cyklistka i kelnerka. Zakochał się w niej baron von Goldring (agent Gonczarenko), którego mimo swojej nienawiści do Niemców zgodziła się uczyć języka francuskiego. Początkowo opierała się i walczyła ze swoimi uczuciami by w końcu odwzajemnić miłość radzieckiego szpiega. Współpracuje z Résistance, kontaktuje się z François, kierującym nim w jej rejonie (dla głębszej konspiracji udaje jego narzeczonym czym zbudza zazdrość barona von Goldringa). Osobistą bohaterką mademoiselle jest Joanna d’Arc, której portret ma w swoim pokoju. Stanowi przeciwieństwo córki Bertholda – jest zaradna, pewna siebie, uprzejma, wrażliwa i pomaga matce w prowadzeniu interesu. Przed laty straciła ojca, którego rolę przejął jej wujek André. Pomaga Gonczarence w kilku akcjach przeciwko okupantowi. Zginęła potrącona przez samochód ciężarowy krótko po wyjeździe Henryka do Paryża. Było to celowe działanie Müllera za poleceniem Bertholda. Grigorij poznał prawdę i pomścił śmierć ukochanej. W jego pamięci pozostał obraz dziewczyny w białej sukni, kiedy żegnała go na dworcu.
- Wilhelm Berthold – pułkownik wywiadu IC przy sztabie dywizji gen. Daniela a następnie SS-Brigadeführer w szatbie Heinricha Himmlera. Przyjaźnił się w młodości z Sigfridem von Goldringiem, ojcem Heinricha, którego usynowił. Zależy mu tylko na swojej karierze, stanie majątkowym i dostanym życiu dla córki Lory. Zamieszany w zabójstwo mademoiselle Tarval. Zginął z rąk Mentarocciego po ujawnieniu się Goldringa.
- Kurt Schmidt – gefrajter, którego dwaj bracia zginęli na Froncie Wschodnim, gdzie sam miał trafić za niesubordynację. Wybronił go von Goldring przyjmując na swojego ordynansa. Nienawidzi nazizmu.
- madame Tarval – właścicielka hotelu i restauracji w Saint-Rémy, którą odziedziczyła po śmierci męża. Matka Monique i Jeana. W przeciwieństwie do dzieci nie jest zaangażowana w Ruch Oporu chociaż szczerze nienawidzi hitlerowców. Zmarła przed końcem wojny.
- Hermann Evers – generał-porucznik (generalleutnant) Wehrmachtu, dowódca dywizji stacjonującej w Saint-Rémy, bezpośredni przełożony von Goldringa. Jest sceptykiem nazizmu, razem z feldmarszałkiem Denusem i generałem Gunderą przychyla się do planu obalenia Adolfa Hitlera. Uczestnik spisku z 20 lipca. Po nieudanym zamachu razem ze swoim szefem sztabu płk Kunstem popełnił samobójstwo.
- Hans Müller (występuje także pod imieniem Johann) – SS-Sturmbannführer, szef Gestapo przy dywizji Eversa w Saint-Rémy we Francji a następnie w Castel la Fonte we Włoszech. Początkowo nieufny wobec Goldringa, zmienił swoje nastawienie po prowokacji oraz w związku na jego koligacje z Bertholdem. Jest typowym karierowiczem, szczyci się przynależnością od lat do NSDAP. Tyran i sadysta, jego ulubioną metodą zadawania śmierci więźniom jest strącanie ich ze skały. Uzależnia się od Henryka, który min. zna szczegóły jego kłamstw w raportach do centrali SD. Chcąc się od niego uniezależnić morduje Monikę. Zabity przez Henryka w akcie zemsty za śmierć ukochanej.
- Karl (Karol) Lutz – kapitan i adiutant Eversa, z powodu swoich obowiązków pomaga baronowi, który zostaje jego przyjacielem. Jest cichym przeciwnikiem nazistów w czym utrzymuje się po prowadzonych przez Müller we Francji egzekucjach. Pomaga Henrykowi pościć śmierć Moniki. W 1945 przy pomocy Goldringa uciekł do Szwajcarii.
- André Renard – szwagier madame Tarval, inżynier z Paryża i więzień Przeklętej Doliny o numerze  2948 (więziony pod fałszywym nazwiskiem Paul Chénier). Komunista i działacz Ruchu Oporu. Po ucieczce z Przeklętej Doliny pomagał mu Henryk, któremu przekazał informację nt. podziemnej fabryki broni. Został dowódcą oddziału maquis w Alpach, po wojnie wrócił do Paryża.
- Antonio Mentarocci – dowódca oddziału partyzanckiego garibaldczyków operującego w północnych Włoszech. Zabójca Bertholda.
- Paul Kubis – SS-Hauptsturmführer a następnie Sturmbannführer, szef SD przy jednostce generała Daniela a następnie zastępca majorów SS Müllera i Lemkego przy dywizji Eversa. Przed wojną kształcił się w katolickim seminarium duchownym. Morfinista i hazardzista, uzależniony od pomocy von Goldringa. Ożenił się z córką konstruktora "cudownej broni" by oddać dług Henrykowi. Po zaręczynach został zastępcą Stengela.
- François Florentin – ślusarz, szef komórki Ruchu Oporu w Saint-Rémy. Dla wytłumaczenia kontaktów z nim Monique udaje jego narzeczoną czym wzbudza zazdrość Goldringa.
- Martin Mattini – lekarz pochodzenia włosko-niemieckiego, antyfaszysta. Pracuje w szpitalu w Castel la Fonte.
- Ludwika Decoq – bojowniczka Ruchu Oporu z Bonneville, udaje kuzynkę Moniki. Po aresztowaniu jej przez Gestapo została uratowana na prośbę "kuznki" przez Henryka. Następnie walczy w oddziale partyzanckim André Renarda, poległa w czasie wojny.
- Alberto Ramoni – sparaliżowany hrabia, przywódca faszystów w północnej części Włoch. Właściciel zamku, w którym zatrzymał się Henryk.
- Mária-Luisa Ramoni – hrabianka, siostrzenica faszystowskiego bonza. Kochanka Stengela. Zabita w ostatnich dniach wojny.
- madame Matrand – matka Pań Tarval i Renard, mieszka wraz z córką Luizą we wsi Le Travelsa. Podarowała Henrykowi w zamian za oclenie zięcia fajkę swojego męża, który poległ na barykadzie Komuny Paryskiej. Goldring przyjął prezent traktując go jako relikwię.
- Luisa Renard – siostra madame Tarval i żona André. W czasie wojny mieszkała wraz z matką w Le Travelsa.
- Antykwariusz – starszy wiekiem obwoźny handlarz antykami we Francji i we Włoszech. Kontakt Henryka z moskiewską centralą.
- Saugel – SS-Untersturmführer, podwładny Müllera. Zaciekły nazista, jego największym autorytetem jest Friedrich Nietzsche a raczej stworzony przez niego podział na człowieka i nadczłowieka.
- Jean Tarval – starszy brat Monique, weteran bitwy o Francję, należy do maquis z Alp Górnej Prowansji. Kiedy przebywał w rejonie Saint-Rémy uratował go von Goldring. Ponownie mężczyźni spotkali się dopiero 2 maja 1945 przy grobie Moniki.
- Lemke – SS-Sturmbannführer, szef Gestapo w Boneville i Castel la Fonte. Podejrzliwy w stosunku do Goldringa.
- Lidia Mentarocci – narzeczona Kurta, córka Antonia.
- Lorchen Berthold – córka i oczko w głowie generała SS Bertholda. Mieszka z matką w Monachium, w dzieciństwie sprawiała problemy wychowawcze. Willy Berthold planuje wydać ją za Goldringa i włączyć jego 2 miliony spadku po ojcu do swojego majątku. Dziewczyna stanowi przeciwieństwo Moniki – jest bezduszną sadystką katującą robotnice przymusowe z ZSRR, egoistką i narcyzka. Prawdopodobnie Lora jest także chora psychicznie.
- Mielnikow – Rosjanin, szef sztabu oddziału maquis André Renarda.
- Zofia Lerro – córka włoskiego inżyniera, żona Kubisa.
- baron Stengel – SS-Sturmbannführer w północnych Włoszech, rybak z zamiłowania. Odpowiedzialny za ochronę ściśle tajnego obiektu, kochanek Márii-Luisy. Zabity w ostatnich dniach wojny.
- Alfredo Lerro – inżynier włoski, pasjonat rybołówstwa. Pracuje nad planami broni odwetowej. zamordowany przez swojego zięcia w ostatnich dniach wojny.
- Schulz – major Wehrmachtu, skąpiec. Uczestnik wielu zbrodni przeciwko ludzkości, które skrupulatnie dokumentował w swoim albumie fotograficznym. Nie ufał Goldringowi, który zmusił go do przeniesienia się do innej jednostki. Ponownie spotkali się we Francji gdzie Henryk go zabił.
- Bertina Grausammel – komendant żeńskiego obozu koncentracyjnego w Prusach Wschodnich. Razem ze swoją kuzynką Lorą Berthold jest adoratorką von Goldringa. Gonczarenko brzydzi się obiema zawziętymi nazistkami. W 1943 została oddelegowana do Francji celem przejęcia nadzoru nad innym obozem jednak dzięki działaniom Henryka i Renarda została zlikwidowana.
- Funk – SS-Standartenführer, dowódca specjalnej jednostki Waffen-SS w Castel la Fonte.
- Julien Levecque – francuski kolaborant zdekonspirowany przez Henryka. Przekazał on Monice wiadomość o jego donosie przez co został unieszkodliwiony.
- Vittorio (Wiktor) Mentarocci – agent Müllera wśród garibaldczyków.
- Elsa Berthold – żona Wilhelma i matka Lory. Od początku jej małżeństwo z oficerem wywiadu było fikcją, Berholdów łączyły jedynie plany wobec córki. Podobnie jak mąż liczy na małżeństwo Lory z Henrykiem i przejęcie jego majątku.
- Daniel – generał Wehrmachtu, dowódca dywizji na Froncie Wschodnim.
- Titow – pułkownik radzieckiego wywiadu.
- prawdziwy Heinrich von Goldring – urodził się w 1921 w Niemczech jako syn barona Sigfrida, z którym w wieku siedmiu lat wyjechał do Związku Radzieckiego. Po samobójstwie ojca miał kontynuować jego działalność szpiegowską, wstąpił do odeskiej szkoły oficerskiej jako Anton Stepanowicz Komarow. Aresztowany przez GRU podjął współpracę z radzieckim kontrwywiadem. Udzielone przezeń informacje pozwoliły wywiadowi wprowadzić Grigorija Gonczarenkę do niemieckiego wojska i złagodzenie wyroku jaki otrzymał od radzieckiego wymiaru sprawiedliwości.

## Pierwowzór i nawiązania
Pierwowzorem głównego bohatera jest starszy lejtnant Nikołaj Kuzniecow  aka Nikołaj Graczow działający pod pseudonimem "Puch" na tyłach Wehrmachtu jako oberleutnant Paul Siebert – wzięty do niewoli sobowtór Kuzniecowa. W przeciwieństwie do Honczarenki Graczow nie przeżył wojny i nie służył w Europie Zachodniej.
W 1960 na podstawie powieści powstał film pt. "Z dala od Ojczyzny" (ros. "Вдали от Родины"). Rolę Gonczarenki-Goldringa zagrał Wadim Miedwiediew, Monique – Zinaida Kirijenko, zaś w postać Bertholda wcielił się Wsiewołod Aksjonow. W 1964 powieść zekranizowano w Czechosłowacji pod oryginalnym tytułem (w języku czeskim "Sám vojak v poli") i podobnie jak powieść film dzielił się na trzy części. Goldringa-Honczarenkę grał Štefan Kvietik, Moniki Olga Zöllnerová a Bertholda František Dibarbora.
W latach 60. powieść miała być zagrana w Teatrze Sensacji „Kobra”. Reżyser Janusz Morgenstern zgodził się pod warunkiem zmiany narodowości głównego bohatera na polską, dając w ten sposób początek zupełnie nowej postaci: Stanisławowi Kolickiemu (Moczulskiemu) – Hansowi Klossowi.
Ze względu na sławę jaką zyskał inny fikcyjny radziecki agent, Maksym Isajew (Wsiewołod Władmirow) – Otto von Stirlitz, główny bohater czternastu powieści Rosjanina Juliana Siemionowa, Grigorij Gonczarenko jest często nazywany "Ukraińskim Stirlitzem" chociaż to Dold-Mychajłyk był prekursorem Siemionowa.

## Kontynuacje powieści
- Czarni rycerze (ros. У черных рыцарей, ukr. У чорних лицарів), 1964
- Burza nad Sprewą (ros. Гроза над Шпрее, ukr. Над Шпрее клубочаться хмари), 1965